# Antillonirvana guevarai
Antillonirvana guevarai är en insektsart som beskrevs av Dietrich 2004. Antillonirvana guevarai ingår i släktet Antillonirvana och familjen dvärgstritar. Inga underarter finns listade i Catalogue of Life.